# R Андромеды
R Андромеды (лат. R Andromedae), HD 1967 — двойная звезда в созвездии Андромеды на расстоянии (вычисленном из значения параллакса) приблизительно 790 световых лет (около 242 парсеков) от Солнца. Видимая звёздная величина звезды — от +15,2m до +5,8m.
Спектральный класс звезды S показывает, что в спектре присутствуют полосы поглощения оксида циркония. Входит в число звёзд, у которых Пол Меррилл обнаружил линии поглощения неустойчивых элементов, таких как технеций, что показало наличие нуклеосинтеза в звёздах. Молекула HS− впервые была обнаружена вне Земли именно у этой звезды. Из-за звёздного ветра объект теряет массу со скоростью  1.09⋅10-6 массы Солнца в год.

## Характеристики
Первый компонент (HD 1967) — красный гигант, пульсирующая переменная S-звезда, мирида (M) спектрального класса S5-7/4-5e или S3,5e-S8,8e.  Радиус — около 485 солнечных, светимость — около 6300 солнечных. Эффективная температура — около 2500 K.
Второй компонент (TYC 2783-804-1) — оранжевая звезда спектрального класса K. Видимая звёздная величина звезды — +10,9m. Радиус — около 11,67 солнечных, светимость — около 59,57 солнечных. Эффективная температура — около 4693 K. Удалён на 84,6 угловых секунд.

## Переменность

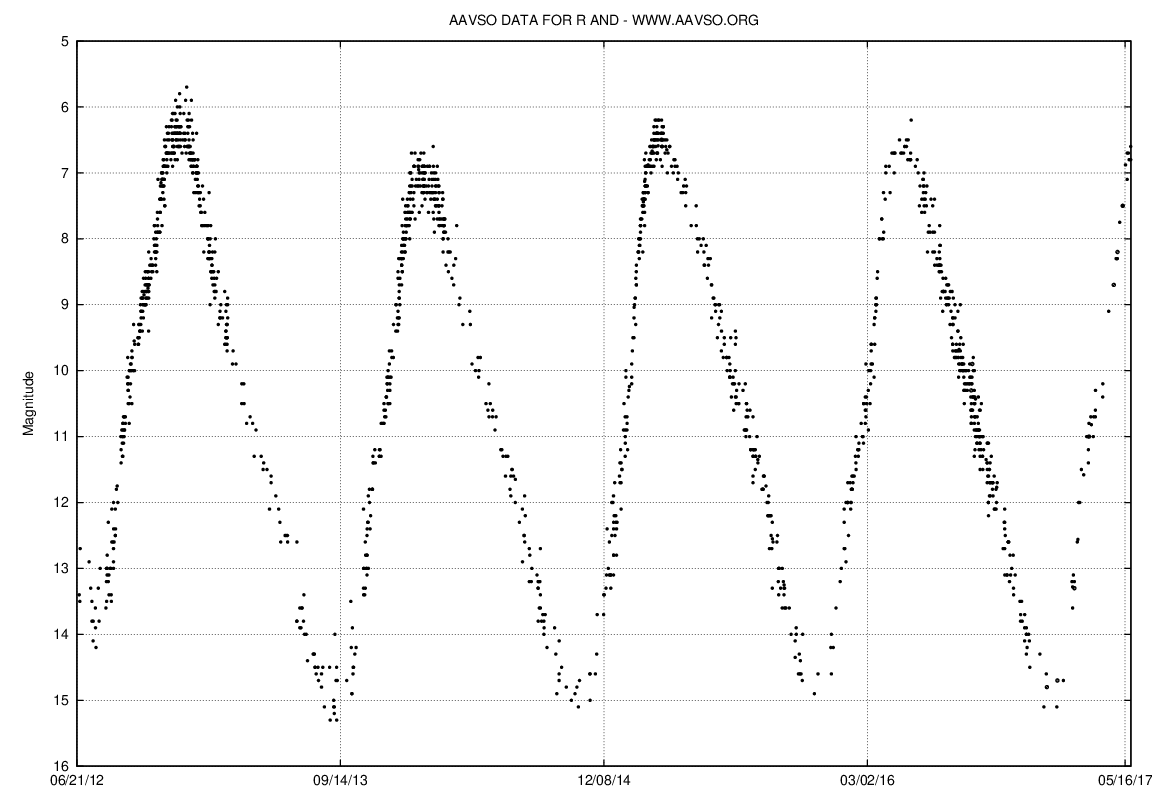
Кривая блеска R Андромеды

R Андромеды проявляет периодические изменения блеска   с периодом около 409 дней. Максимум блеска не повторяется в точности каждый период и может достигать величины mv = 5.8, в минимуме блеска звезда может быть на 10 звёздных величин слабее. Увеличение блеска до максимума происходит вдвое быстрее, чем падение до минимума. Звезду относят к классу мирид. Такие звёзды регулярно сжимаются и расширяются, меняя размер и температуру, что приводит к изменению блеска.

## Свойства
R Андромеды обладает спектральным классом, меняющимся со временем и блеском. В максимуме блеска звезда относится к классу S5/4.5e, то есть является звездой S-типа, красным гигантом типа звезды класса M, но с очень сильными молекулярными линиями поглощения ZrO по сравнению с полосами поглощения TiO в других холодных гигантах. S-звёзды являются переходным типом между углеродными звёздами и богатыми кислородом гигантами. Обозначение S5 показывает относительную температуру, а число 4.5 относится к соотношению содержания C и O: содержание углерода составляет около 97% от содержания кислорода. Полосы ZrO приблизительно в 20 раз сильнее, чем полосы TiO. Когда звезда слабеет, спектральный класс переходит в S8,8e. В этой более старой системе классификации номер после запятой показывает относительную мощность полос ZrO и TiO, что может также показывать соотношение C:O.
R Андромеды, как и другие мириды, является звездой асимптотической ветви гигантов, то есть звездой, исчерпавшей запас гелия в ядре и теперь сжигающей гелий в оболочке вокруг ядра и водород в более близкой к поверхности оболочке. Такие звёзды испытывают перемешивание вещества, конвекция выносит продукты реакции на поверхность, что приводит к повышенному содержанию углерода и циркона. Звёзды асимптотической ветви гигантов являются очень холодными и яркими красными гигантами. R Андромеды показывает переменность температуры и светимости, но обычно температура составляет 2500 K, а светимость равна 6300 светимостей Солнца. Угловой диаметр R Андромеды в разные даты составляет от 8,63 ± 1,42 мсд до 8,32 ± 1,27 мсд, что соответствует радиусам от 493 ± 129 до 476 ± 120 радиусов Солнца в предположении расстояния 532 пк.